# Долгушин, Борис Иванович
Бори́с Ива́нович Долгу́шин (род. 15 февраля 1952, с. Михайловка Тамбовской области) — советский и российский учёный, доктор медицинских наук, онколог, радиолог, профессор, директор НИИ клинической и экспериментальной радиологии ФГБУ «НМИЦ онкологии им. Н. Н. Блохина» Минздрава России, академик Российской академии наук (2016).
Лауреат премии Правительства Российской Федерации в области науки и техники (2002). Лауреат премии РАМН имени Н. Н. Пирогова (2009). Награждён медалью ордена «За заслуги перед Отечеством» II степени (2002), медалью «В память 850-летия Москвы» (1997), орденом Дружбы (2021), медалью «В честь 300-летия Российской Академии Наук» (2024). Профессор кафедры лучевой диагностики, лучевой терапии и медицинской физики ФГУ «Российская медицинская академия последипломного образования», президент национального общества интервенционных онкорадиологов. Является членом Московского (председатель секции «Интервенционная радиология»), Российского, Европейского и Североамериканского обществ рентгенологов (с 1995).

## Биография
Родился 15 февраля 1952 года в селе Михайловка Шпикуловского (ныне Жердевского) района Тамбовской области, в семье врачей. Отец и мать Бориса Ивановича — коренные тамбовчане, медики в первом поколении, ставшие основателями самой многочисленной на Тамбовщине врачебной династии. Она включает 12 врачей, в том числе трёх Заслуженных врачей Российской Федерации, двух докторов медицинских наук, профессора, академика РАН. Общий трудовой стаж династии врачей Долгушиных насчитывает более 300 лет.
В 1969 году, окончив тамбовскую школу № 6 (класс с математическим уклоном), Долгушин поступил на лечебный факультет 2-го Московского ордена Ленина государственного медицинского института имени Н. И. Пирогова (ныне Российский национальный исследовательский медицинский университет имени Н. И. Пирогова). На старших курсах института увлёкся ангиографией. Уже в студенческие годы Долгушин написал первую научную работу.
По окончании института в 1975 году Б. И. Долгушин был направлен на работу в Онкологический научный центр Академии медицинских наук СССР (ныне «Российский онкологический научный центр им. Н. Н. Блохина РАМН» — РОНЦ), ставший с годами крупнейшим в мире научным и клиническим комплексом для изучения, профилактики, диагностики и лечения злокачественных новообразований.
До 1977 года Б. И. Долгушин обучался в клинической ординатуре Центра по специальности «онкология-рентгенология». Там же и по той же специальности закончил клиническую аспирантуру. В 1980 году защитил диссертацию на соискание учёной степени кандидата медицинских наук по теме «Ангиографическая диагностика вторичных опухолей печени». Его назначили младшим, затем старшим научным сотрудником рентгенодиагностического отделения. В 1983 году Бориса Ивановича избрали по конкурсу на должность ведущего научного сотрудника. В 1989 году (в 37 лет) он защитил диссертацию на соискание учёной степени доктора медицинских наук по теме «Абдоминальная ангиография в комплексной диагностике опухолей у детей». Для лечения таких пациентов Борис Иванович разработал специальную методику, на которую он получил в 1992 году авторское свидетельство как на своё первое изобретение.
В 1996 году Б. И. Долгушина назначили заведующим рентгенодиагностическим отделением РОНЦ. 10 января 1997 года Б. И. Долгушину было присвоено учёное звание профессора. Наступил период особо интенсивных научных исследований. В это время появляются основные научные труды Б. И. Долгушина. В 1998 году Б. И. Долгушин стал инициатором создания нового отдела лучевой диагностики, объединившего рентгенодиагностическое отделение, отделения ультразвуковой и изотопной диагностики. Его утвердили в должности заведующего этим отделом. Он полностью отдаёт себя работе в области лучевой диагностики, интервенционной радиологии.
В 2001 г. он назначен заместителем директора по науке НИИ Клинической Онкологии (НИИКО) Российского онкологического научного центра (РОНЦ) имени Н. Н. Блохина Российской Академии медицинских наук (РАМН).
Свыше тридцати пяти лет Б. И. Долгушин, обладающий несомненным организаторским талантом, последовательно внедряет разработанные им методы интервенционной радиологии в клиническую онкологию. В 2002 году он как один из авторов труда «Разработка стратегии диагностики и лечения опухолей внутри- и внепеченочных желчных протоков» был удостоен Премии Правительства РФ в области науки и техники. В 2003 году Борис Иванович разработал и осуществил дальнейшую реорганизацию и технологическую реконструкцию отдела лучевой диагностики РОНЦ имени Н. Н. Блохина: по его инициативе появились ещё четыре новаторских отделения: рентгеноэндоскопическое, интервенционной радиологии а также отделение позитронной эмиссионной томографии и циклотронно-радиохимическая лаборатория.
В 2014 году Б. И. Долгушин избран директором вновь созданного НИИ Клинической и экспериментальной радиологии и заместителем директора ФГБУ РОНЦ им Н. Н. Блохина МЗ РФ. Под руководством Б. И. Долгушина трудятся более 600 сотрудников, из них 30 профессоров и докторов наук и более 40 кандидатов наук, половина коллектива — специалисты с высшим медицинским и техническим образованием. В течение дня в НИИКиЭР проходят обследование более 600 пациентов, которым проводится около 1,5 тысяч исследований, и 300 пациентов, которым выполняется высокотехнологичное радиологическое лечение.
В 2004 году профессор Б. И. Долгушин, признанный авторитет в области лучевой диагностики, интервенционной радиологии стал председателем вновь образованной Проблемной комиссии «Диагностическая и лечебная интервенционная радиология» Научного совета Российской академии медицинских наук и Министерства здравоохранения РФ, а в 2006 году — президентом созданного по его инициативе «Общества интервенционных онкорадиологов России». В 2009 г. ему была присуждена Премия РАМН им. Н. Н. Петрова за лучшую работу по онкологии. В том же году он был избран президентом 3-го Всероссийского национального конгресса лучевых диагностов и терапевтов «Радиология — 2009». Борис Иванович — член редколлегии нескольких журналов: «Вестник онкологического научного центра», «Медицинская визуализация», «Лучевая диагностика и терапия», «Саркомы костей, мягких тканей и опухоли кожи», «Диагностическая и интервенционная радиология» и др.
Он восемь раз организовывал под эгидой РОНЦ «Европейскую школу по лучевой диагностике и интервенционной радиологии в онкологии». Эта школа является своего рода мастер-классом с участием ведущих мировых специалистов. Они познакомили более 800 российских врачей с современными взглядами на проблемы в данной области медицины. Кроме этого Борис Иванович является организатором ежегодных научно-практических конференций: «Стандарты лучевой диагностики в онкологии», «Интервенционная радиологии в онкологии» и «ПЭТ в онкологии».
В 2007 Б. И. Долгушин избран членом-корреспондентом Российской академии медицинских наук.
В 2016 Борис Иванович Долгушин избран действительным членом (академиком) РАН

### Награды и премии
Б. И. Долгушин награждён медалью «В память 850-летия Москвы» (1997), медалью ордена «За заслуги перед Отечеством» II степени (2002), лауреат Премии им Н. Н. Петрова за лучшую научную работу по онкологии в 2009 году, лауреат Премии Правительства Российской Федерации в области науки и техники (2002), Орден «Дружбы» (2021).

### Увлечения
Из своих увлечений Борис Иванович выделяет рыбалку и связанный с нею туризм, к которым пристрастился в Тамбове на реке Цне. С детства увлечён научно-фантастической литературой. Любит театр, особенно Малый театр; когда выпадает время, ходит с супругой в консерваторию и на спектакли экспериментальных театральных коллективов.

### Семья
Отец — Долгушин Иван Семёнович (1921 г. рожд.), участник Великой Отечественной войны, Заслуженный врач РСФСР. Мать — Банина-Долгушина Александра Тимофеевна (1921 г. рожд.), врач-дерматовенеролог. Супруга — Долгушина (Малахова) Елена Александра (1950 г. рожд.), врач-психиатр. Сын — Михаил Борисович (1977 г. рожд.), врач — нейрорадиолог, доктор медицинских наук, профессор. Сын — Александр Борисович (1983 г. рожд.), эколог и юрист, кандидат экономических наук. Внуки — Кристина, Роман, Иван и Захар.

## Научная и преподавательская деятельность
Наряду с основной работой Б. И. Долгушин продолжает активную научную, консультативную и преподавательскую деятельность. Под его руководством защищены 26 диссертаций на соискание учёной степени кандидата и 7 — доктора медицинских наук. На базе отдела лучевой диагностики профессора Долгушина ежегодно проходят обучение более 30 клинических ординаторов, аспирантов и стажёров. Он также преподаёт на кафедре лучевой диагностики, лучевой терапии и медицинской физики в Российской медицинской академии последипломного образования (РМАПО), созданной при его активном участии по инициативе академика М. И. Давыдова в 2003 году (Зав кафедрой главный внештатный специалист по лучевой диагностике МЗ РФ проф. И. Е. Тюрин).
Б. И. Долгушин является членом Московского (председатель секции интервенционной радиологии), Российского, Европейского и Североамериканского обществ рентгенологов (с 1995 г). Участвует в профессиональных медицинских форумах, в том числе на европейских и всемирных конгрессах, съездах и конференциях.
Борис Иванович Долгушин посвятил лучевой диагностике и интервенционной радиологии в общей сложности более 310 научных работ, он автор 7 монографий, двух руководств и 1 атласа, ещё 5 монографий вышли под его редакцией, написал разделы для 12 учебников и монографий, разработал 10 методических рекомендаций, продолжая педагогическую работу, снял 4 учебно-методических фильма.

### Монографии
- 1996г «Опухоли селезёнки»;
- 2004г «Интервенционная эндобилиарная онкорадиология»;
- 2005г «Антеградные эндобилиарные вмешательства в онкологии»;
- 2007г «Радиочастотная термоаблация опухолей печени»;
- 2008г «Чрескожная вертебропластика в онкологии»;
- 2011г «Болевой синдром в онкологии» под редакцией М. Е. Исаковой;
- 2015г «Радиочастотная термоаблация опухолей», 192 стр. под редакцией М. И. Давыдова.

### Руководства
- 2003г «Сосудистое и внутриорганное стентирование (эндопротезирование)»;
- 2009г «Малоинвазивные технологии под ультразвуковой навигацией в современной клинической практике».

### Атлас
- 2011г «Опухоли основания черепа».

### Методические рекомендации
- 1987г «Абдоминальная ангиография в детской онкологии»;
- 1995г «Химиоэмболизация в лечении больных раком печени»;
- 2001г «Лучевая диагностика заболеваний гепатобилиопанкреатодуоденальной зоны»;
- 2003г «Интервенционная радиология»;
- 2006г «Профилактика и лечение осложнений чрескожных чреспеченочных холангиостомий в онкологиче-ской практике»;
- 2009г «Радиочастотная термоаблация первичных и метастатических опухолей печени аппаратами Cool-Tip Radionics и RITA (усовершенствованная медицинская технология)»;
- 2010г «Стандарты проведения КТ и МРТ исследований в онкологии с использованием внутривенного контрастирования»;
- 2011г «Стандарты КТ и МРТ исследований с внутривенным контрастированием в онкологии»;
- 2015г «Стандарты КТ, МРТ и ПЭТ/КТ исследований в онкологии»;
- 2015г «Практические рекомендации по лекарственному лечению злокачественных опухолей»;
- 2016г «Подготовка и проведение лучевой терапии больным плоскоклеточным раком анального канала», 49 стр.
- 2020г «Стандарты УЗИ, КТ, МРТ, ОФЕКТ, ПЭТ/КТ и АГ в онкологии». Издание 7е, дополненное.197 стр.